# Glendale (Califòrnia)
Glendale és una ciutat ubicada al Comtat de Los Angeles a Califòrnia, Estats Units d'Amèrica, de 207.303 habitants segons el cens de l'1 de gener de 2009 i amb una densitat de 2.614,16 per km². Glendale és la ciutat tercera ciutat més poblada del comtat, la dissetena més poblada de l'estat i la 111a ciutat més poblada del país. Es troba a uns 15 quilòmetres per carretera al nord de Los Angeles, i a uns 610 de la capital de Califòrnia, Sacramento. L'actual alcalde és Frank Quintero.

## Ciutats agermanades
- Kapan, Armènia
- Higashiōsaka, Japó
- Tlaquepaque, Mèxic
- Playas de Rosarito, Mèxic

## Persones notables
- Paul Walker, actor.
- Hobart Bosworth, actor i director.